# Лисюк Олександр Дмитрович
Олекса́ндр Дми́трович Лисю́к (1935—1998) — лікар-ренгенолог, організатор охорони здоров'я, головний лікар Маківського санаторію «Україна», заслужений лікар України.

## Життєпис
Народився 1935 року в місті Новоград-Волинський Житомирської області у родині військовослужбовця. З початком нацистсько-радянської війни його батько пішов на фронт, зазнав важкого поранення, лікарі його ледве виходили. Тому Олександр вирішив стати лікарем.
1958 року закінчив Чернівецький медичний інститут, працював у Великожванчицькій дільничній лікарні, згодом — головним лікарем Великожванчицького дитячого санаторію. Працював над впорядкуванням парку та порядком; було здійснено надбудову другого поверху санаторного корпусу, нову кухню, житловий будинок, розширено приміщення школи, висаджено сад, реконструйовано спальні та ігрові кімнати для дітей.
1975 року стає головним лікарем Хмельницького обласного міжгосподарського санаторію «Україна». Того часу було здійснено перепланування комплексів, почалось спорудження нової просторої їдальні й клубу, добудовано 5-поверховий спальний корпус, споруди з'єднано між собою галереями — усі призначені процедури було можливо отримати, не виходячи із приміщення.
Загинув 1998 року в автокатастрофі.
Заслужений працівник охорони здоров'я УРСР (30.1.1991).
Молодший син Юрій також став лікарем, старший син Віктор продовжив шлях Дмитра Лисюка й став військовим.